# Titus Quinctius Flamininus
Titus Quinctius (of Quintius) Flamininus was een Romeinse staatsman en legeraanvoerder uit de 2e eeuw v.Chr.
Hij werd geboren in 228 v.Chr. en begon reeds op jonge leeftijd zijn politieke en militaire loopbaan. Hij was tribunus plebis in 208 en voerde in 204 het bevel als stadscommandant van Tarentum. 
In 198 v.Chr. werd hij consul en werd hij, op de uitzonderlijke leeftijd van nog geen dertig, belast met het opperbevel tegen koning Philippus V van Macedonië. Met de hulp van Griekse bondgenoten wist hij deze in 197 te verslaan bij de Cynoscephalae in Thessalië, waarna de koning gedwongen werd zijn grondgebied te beperken tot het eigenlijke Macedonië. Tijdens de daaropvolgende Isthmische Spelen van 196 proclameerde Flamininus namens de Romeinse Senaat de “vrijheid van alle Grieken, die hij van het Macedonische juk had bevrijd”. Hij werd door de Grieken dan ook met eerbewijzen overladen. Zelf had hij tijdens deze campagne een grote liefde opgevat voor de Grieken en de Griekse cultuur.
In 194 voerde hij nog met succes strijd tegen de Spartaanse avonturier Nabis, die grote delen van de Peloponnesos bezet had. Daarna verliet Flamininus met zijn troepen de Griekse bodem en vierde bij zijn thuiskomst in Rome een schitterende triomftocht, die drie dagen duurde, en waarbij de burgers van Rome voor het eerst nader kennis maakten met Griekse kunstwerken.
Vanaf toen bleef Flamininus zich verdienstelijk maken, maar dan wel als diplomaat. Tijdens de zogenaamde "Syrische Oorlog" (192-188 v.Chr.) vervulde hij belangrijke diplomatieke missies, en in 189 was hij censor, samen met Marcus Claudius Marcellus. In 183 stond hij nog aan het hoofd van een gezantschap dat bij koning Prusias van Bithynië om de uitlevering van Hannibal verzocht (hetgeen deze uiteindelijk tot zelfdoding bracht). 
Vervolgens trok Titus Quinctius Flamininus zich uit het openbare leven terug, en genoot hij verder van een welverdiende rust, tot aan zijn dood in 174 v.Chr.